# Брундибар

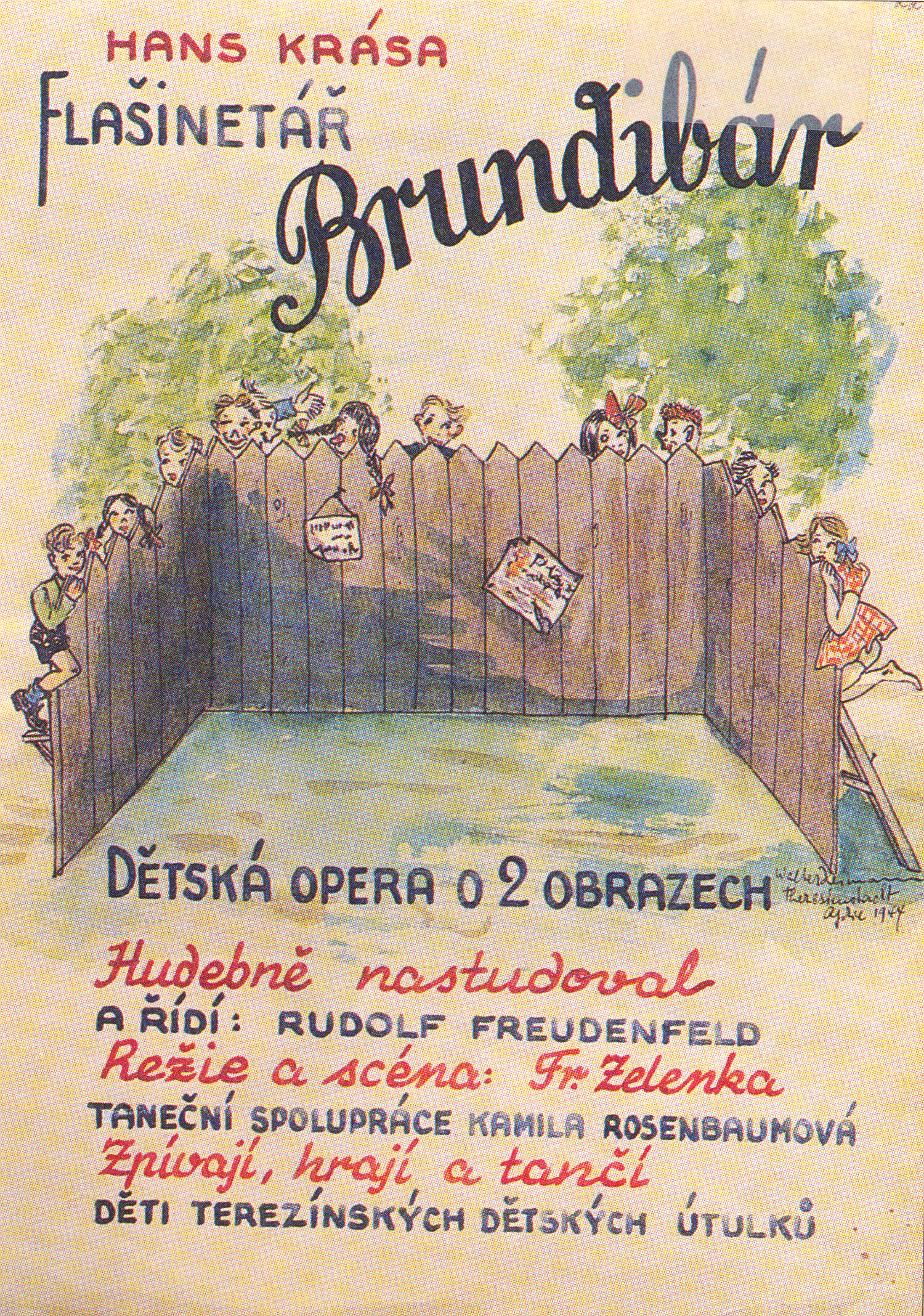
Афиша спектакля Брундибара, Терезиенштадт, 1944 г.

«Брундибар» — детская опера еврейского чешского композитора Ганса Краса на либретто Адольфа Хоффмайстера, наиболее известная благодаря выступлениям детей концентрационного лагеря Терезиенштадт (Терезин) в оккупированной Чехословакии. Название происходит от слова, которым в чешском разговорном языке называют шмеля.

## История
Краса и Хоффмайстер написали оперу "Брундибар" в 1938 году для  конкурса Пражской национальной оперы на лучшее оперное произведение для детей, но конкурс был позже отменён из-за политических событий, связанных с оккупацией Чехословакии. Репетиции начались в 1941 году в еврейском приюте "Хагибор"  в Праге, который служил временным учебным заведением для детей, разлучённых с родителями в ходе войны. Зимой 1942 года, когда опера впервые была показаны, композитор Краса и сценограф Франтишек Зеленка уже были перевезены в Терезиенштадт. К июлю 1943 года почти все дети из первоначального хора и сотрудники приюта были также перевезены в Терезиенштадт. Только либреттист Хоффмайстер смог вовремя покинуть Прагу.
Воссоединившись с актёрским составом в Терезиенштадте, Краса восстановил полную партитуру оперы, основываясь на памяти и частичной  нотной записи, которая осталась в его руках, адаптировав её под музыкальные инструменты, имеющиеся в лагере: флейта, кларнет, гитара, аккордеон, фортепиано, ударные, четыре скрипки, виолончель и контрабас. Оформление было снова создано Франтишеком Зеленкой, бывшим режиссёром Чешского национального театра: несколько картин были нарисованы в качестве фона, на переднем плане был забор с рисунками кота, собаки и воробья, а также отверстия для голов певцов. 23 сентября 1943 года премьера "Брундибара" состоялась в Терезиенштадте. Постановка была осуществлена Зеленкой и хореографом Камиллой Розенбаум и было показана 55 раз в следующем году.
Специальное представление "Брундибара" было организовано в 1944 году для представителей Красного Креста, которые приехали, чтобы проверить условия жизни в лагере. В то время Красный Крест не знал, что многое из того, что они видели во время своего визита, было декорацией, и одна из причин, по которой лагерь Терезиенштадт казался удобным, заключалась в том, что многие жители были депортированы в Освенцим, чтобы не создавалось впечатления скученности.
Позже в том же году постановка  "Брундибара" была  частично снята для нацистского пропагандистского фильма Theresienstadt: ein Dokumentarfilm aus dem jüdischen Siedlungsgebiet (Theresienstadt: документальный фильм о еврейском поселении). Все участники представления в Терезиенштадт были  отправлены в Освенцим, как только съёмки были закончены. Большинство из них были отравлены газом сразу по прибытии, включая детей, композитора Красу, режиссёра фильма Курта Геррона и музыкантов.
Кадры из фильма "Брундибар" включены в документальный фильм «Голоса детей», удостоенный премии «Эмми» режиссёра Зузаны Джастман, выжившей в Терезине, которая пела в хоре. Эла Вайсбергер, сыгравшая роль кота, появляется в фильме. Кадры снова появляются в документальном фильме 2009 года режиссёра Хилари Хельштейн «Как видно сквозь эти глаза». Там Вайсбергер описывает оперу в некоторых деталях, отмечая, что единственный раз, когда детям позволяли снять свои жёлтые звезды, был во время представления оперы.

### «Развратная» культура
Из-за антисемитизма конца 1930-х годов евреям было запрещено посещать какие-либо концерты или представления; им даже не разрешили иметь музыкальный проигрыватель. Гораздо меньше они могли бы создавать своё собственное искусство, которое было описано как развращённое и аморальное. Они могли участвовать только в тех выступлениях и проектах, которые продвигались нацистами, которые обычно использовались против самих же евреев. Евреи были вынуждены заниматься музыкой незаметно, но в Терезиенштадте это было проще. Его рекламировали как «рай для евреев» или "роскошный курорт", подарок от фюрера. После того, как им удалось пронести свои  музыкальные инструменты в лагерь, они начали устраивать секретные выступления среди заключённых до 1942 года.

## Сюжетная линия
Сюжет оперы использует элементы  разных сказок, такие как Гензель и Гретель и Городские музыканты Бремена. Анинка [по-английски Аннет] и Пепичек (Маленький Джо) — сестра и брат без отца. Их мать больна, и доктор говорит им, что ей нужно молоко, чтобы выздороветь. Но у них нет денег. Они решили петь на рынке, чтобы собрать необходимые деньги. Но злобный шарманщик Брундибар (Иван Фишер сказал: «Все знали, что он представлял Гитлера») прогоняет их. Однако с помощью бесстрашного воробья, увлечённого кота, мудрой собаки и детей города они могут прогнать Брундибара и спеть на рыночной площади.

## Символизм
Опера символизирует триумф беспомощных и нуждающихся детей над деспотичным шарманщиком Брундибаром, но не имеет явных ссылок на условия, при которых она была написана и исполнена. Однако некоторые фразы были для аудитории явно антинацистскими. Хотя Хоффмайстер написал либретто до вторжения Гитлера, по крайней мере одна строка была изменена поэтом Эмилем Саудеком в Терезине, чтобы подчеркнуть антинацистское послание. В то время как оригинал гласил: «Тот, кто так сильно любит свою мать, отца и свою родину, является нашим другом, и он может играть с нами», версия Саудека : «Кто любит справедливость и будет её соблюдать, это наш друг и может играть с нами». (Карас, стр. 103).
Впоследствии опера  «Брундибар» стала  одной из страниц Второй Мировой войны  и всеобщим символом сопротивления нацизму. Современные постановки охватывают весь мир и всегда посвящаются памяти детей, погибших в концлагерях. Английское  либретто Ёжа Карася  широко распространено с 1975 года. На английском языке "Брундибар" был представлен в России в исполнении  Детской студии театра "Зазеркалье" в рамках Дней Бостона в Санкт-Петербурге (2009) и израильского хора "Моран" и чешского хора мальчиков "Pueri gaudentis" (2012). Наибольшее количество постановок осуществлено в Германии, где, например, в 1999 году  "Брундибар" был  показан 130 раз. Известный исследователь Ребекка Ровит  данное репертуарное явление в Германии называет "национальной приверженностью". По образному выражению Софии Пантоуваки, частота современных постановок настолько высока, что можно можно объездить весь мир, посещая спектакль за спектаклем.

## Мекленбург Опера Продакшн Великобритания 1992
Мекленбургская опера Производство: Великобритания 1992. Опера Мекленбург принесла Брундибар в Великобританию в 1992 году. Художественный руководитель компании Джон Абулафия создал английскую исполнительскую версию. она была поставлена в Королевы Елизаветы Холле Лондона вместе с другой оперой Терезина, Император Атлантиды Виктора Ульмана. Режиссёр Джон Абулафия, дирижёр Энн Мэнсон, актёрский состав был взят из Детского хора в Нью-Лондоне. Это представление было снято BBC, режиссёром был Саймон Бротон. оно было показано в День Победы 1995 года.
Затем Мекленбургская опера возродила спектакль в Центре искусств Стерлинга в 1995 году, во время фестиваля Яначека в Гуквальды в 1996 году. Джон Абулафия возобновил представление в 2002 году с оркестром Галле. Актёрский состав был взят из школ в Солфорде и Галле под руководством Эдварда Гарднера. Оно было поставлено в рамках торжественного открытия Имперского военного музея Севера.
Брундибар возродился в переводе Джона Абулафиа, созданного многоплатформенной производственной компанией After Eden

## Версия Кушнера
В 2003 году опера была превращена в книжку с картинками Тони Кушнера с иллюстрациями Мориса Сендака. Сендак подчеркнул символику оперы, нарисовав персонажа Брундибара с усами Гитлера. Книга была названа одной из 10 лучших иллюстрированных книг 2003 года по версии The New York Times.
Опера была исполнена в 2003 году в Чикагском оперном театре (режиссёр и дизайнер Сендак с либретто Тони Кушнера).
В 2005 году книга была превращена в полную постановку оперы с либретто Тони Кушнера, адаптированного из произведения Хоффмайстера. Сендак и Крис Стоун разработали декорации, а Робин И. Шейн — костюмы для нового производства. Премьера оперы состоялась в репертуарном театре Беркли, где она была исполнена вместе с другой короткой чешской оперой «Комедия на мосту» с музыкой Богуслава Мартину и либретто Тони Кушнера, адаптированной из произведения Вацлава Климента Клицпера. Затем опера переместилась в театр « Новая Победа», где состоялась премьера в Нью-Йорке за пределами Бродвея, и «Комедия на мосту» была заменена новой пьесой Кушнера «Но Жираф». "Но, Жираф" был о молодой девушке, которая столкнулась с трудным решением взять её любимое чучело жирафа или счёт её дяди Брундибара. В 2005 и 2011 годах детская опера была показана в Театре Победы в Эвансвилле, штат Индиана.
В 2006 году Brundibár и Comedy on the Bridge были поставлены Йельским репертуарным театром в Нью-Хейвене, Коннектикут.

## Русская редакция
Премьера детской оперы "Брундибар" на русском языке состоялась в 2015 году в Волгоградском музыкальном театре и Московской филармонии в дни празднования 70-летия Победы. В 2016 году  Михайловский театр  Санкт-Петербурга осуществил премьеру оперы «Брундибар» в День полного снятия блокады Ленинграда и Международный день памяти жертв Холокоста. Последующая постановка легендарной чешской оперы в филиале Мариинского театра во Владикавказе состоялась в дни памяти Бесланской трагедии и впоследствии стала лауреатом Российской национальной оперной премии «ОНЕГИН» в номинации «Событие года».  В 2017 году, в День защитника Отечества премьера  «Брундибара» состоялась в Мариинском театре, а в День Победы – в Сахалинском Международном театральном центре им. А.П. Чехова. В 2018 году Мариинский театр  отметил 75 лет со дня исторической постановки оперы в концлагере Терезиенштадт, и в том же году в  рамках празднования 75-й годовщины разгрома немецко-фашистских войск под Сталинградом состоялось возобновление волгоградского спектакля на сцене музея-заповедника «Сталинградская битва». В 2019 году постановку «Брундибара» осуществил Русский театр Эстонии в День Победы в Европе.  
Премьеры в России состоялись при участии выживших исполнителей «Брундибара» в концлагере Терезиенштадт -  Элы Вайсбергер(США), Эвелины Меровой(Чехия) и Инге Ауэрбахер(США). Их судьба и собственная история сопротивления нацизму произвели неизгладимое впечатление на зрительскую аудиторию во  многих странах мира.
Театральные премьеры  русской редакции оперы «Брундибар»   подготовлены оперным режиссером Мстиславом Пентковским. Архивы Пражского национального музея, Еврейского музея в Праге и  Мемориала «Терезин» (Чехия) послужили  базой для  реконструкции исторической постановки  «Брундибара» в концлагере Терезиенштадт в 1943 году и дальнейшей интерпретации оригинального либретто.
Русское либретто детской оперы «Брундибар» написано поэтом Лилией Виноградовой,  автором  поэтических произведений на итальянском, французском, русском языках, создателем многочисленных произведений для российских и зарубежных оперных и эстрадных исполнителей (Дмитрий Хворостовский, Лариса Долина, Анна Нетребко, Дмитрий Маликов, Юсиф Эйвазов, Андреа Бочелли, Лара Фабиан, Суми Йо,  Аида Гарифуллина и др.). Нотное издательство Boosey & Hawkes Music Publishers Limited  признало перевод её авторства   официальным русским  либретто чешской оперы «Брундибар».

## СМИ о "Брундибаре"
1. "Брундибар": в память о поющих ангелах "райского" гетто // Радио России, 08.05.2015[20]
2. Дудин В. В Москве поставили "оперу Холокоста" // Российская газета, 05.05.2015[21]
3. "Наблюдатель". Лилия Виноградова, Мстислав Пентковский и Петр Кроужек // Телеканал "Культура", 05.05.2015[22]
4. Епифанова Н. В Волгограде дети исполнили оперу о борьбе с фашизмом // Вечерний Волгоград, 07.05.2015[23]
5. Бурменко К. О чём пели дети в фашистском концлагере // Российская газета, 21.04.2015[24]
6. Гречухина Ю. В Волгограде дети спели оперу в память жертв Холокоста // Волгоградская правда, 23.04.2015[25]
7. Штраус О. Сказка за колючей проволокой // Российская газета, 2016, № 19 (6887)[26]
8. Дудин В. "Брундибар" и дети // Санкт-Петербургские ведомости, 2016, № 019 (5636)[27]
9. Штраус О. Из Освенцима в Ленинград // Российская газета - Неделя - Северо-Запад, 2017, № 79(7245)[28]
10. "Никогда не забуду майское утро, когда нас освободили русские солдаты"// Известия, 06.05.2016[29]
11. Потапова Н. "Брундибар": грустный юбилей // Музыкальные сезоны, 05.10.2018[30]
12. Бройдо Ю. Победим злого шарманщика. "Брундибар" стучится в сердце // Музыкальная жизнь, 2017, № 3
13. Жалнин В. "Брундибар": детская опера с недетской историей // Метроном, 2017, № 5
14. Пермякова Е. "Фюрер дарит евреям город". Опера "Брундибар" в чешском Терезине // Скрипичный ключ, 2015, № 4
15. Толоконникова Е. Старая сказка о главном // Северная Осетия, 2016, № 180 (27172)
16. Абаева З. Национальная премия "Онегин" у владикавказского "Брундибара" // Северная Осетия, 2016, № 222 (27214)
17. Бунтури Т. "Брундибар" // Владикавказ, 2016, № 108 (2140)
18. Сидорова И. Опять они поют // Советский Сахалин, 2017, № 20 (25036)